# Jewgeni Jakowlew

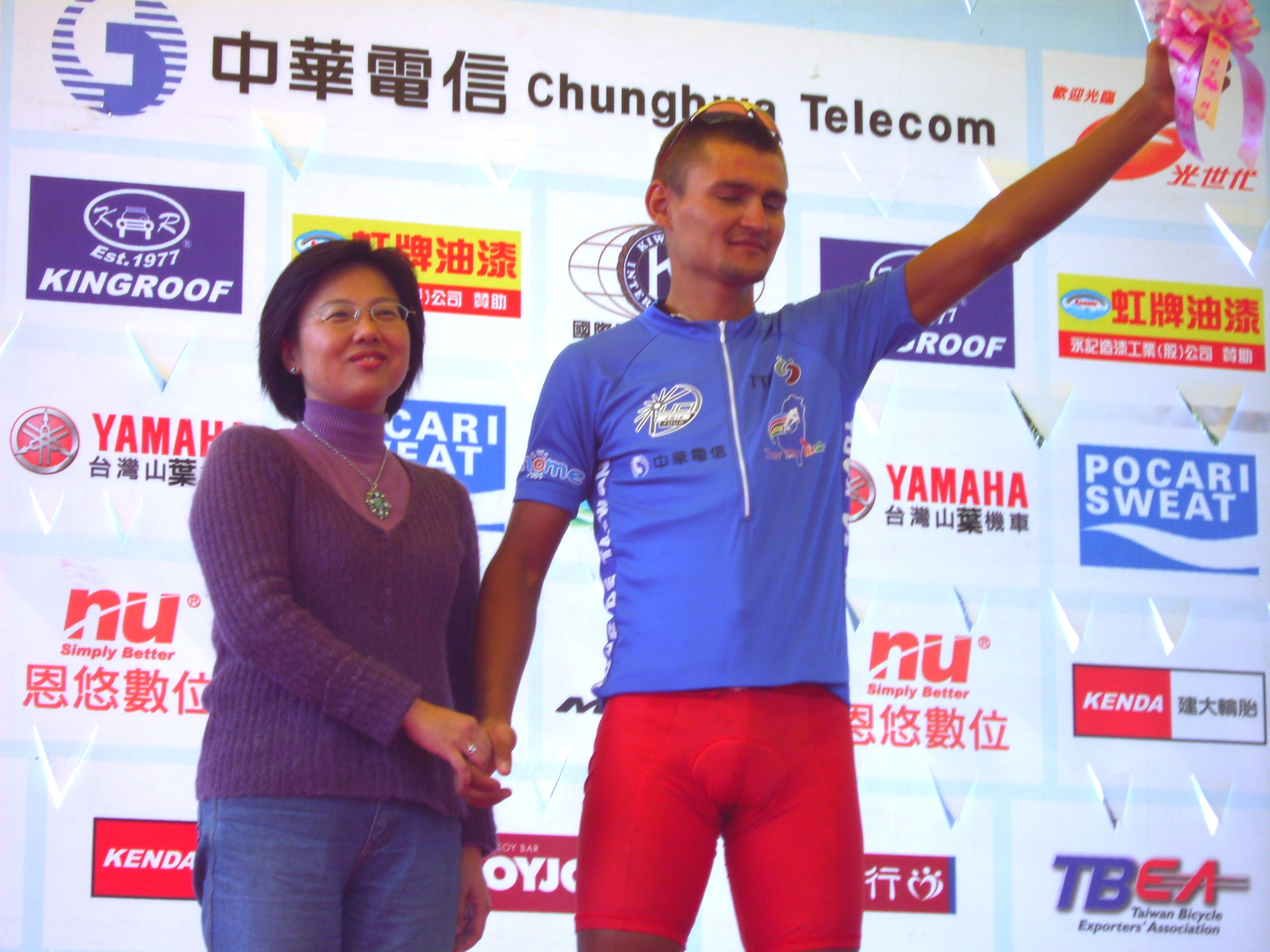
Jewgeni Jakowlew nach der sechsten Etappe der Tour de Taiwan 2007

Jewgeni Jakowlew (kasachisch/russisch Евгений Яковлев; * 26. Februar 1980) ist ein ehemaliger kasachischer Radrennfahrer.
Jewgeni Jakowlew gewann im Jahr 2000 bei der Junioren-Bahnradweltmeisterschaft die Bronzemedaille im Punktefahren. 2004 gewann er eine Etappe bei der Tour d’Indonesia und 2005 war er auf einem Teilstück der Tour de Taiwan erfolgreich. Ab 2006 fuhr er für das indonesische Continental Team Polygon Sweet Nice. Bei der Tour de Taiwan 2007 belegte er den dritten Platz in der Gesamtwertung.
Zwischen 2004 und 2007 wurde Jakowlew zudem dreimal kasachischer Meister auf dem Mountainbike.

## Erfolge

### Straße
2004
- eine Etappe Tour d’Indonesia

2005
- eine Etappe Tour de Taiwan

### Mountainbike
2004
- Kasachischer Meister – Cross Country

2005
- Kasachischer Meister – Cross Country

2007
- Kasachischer Meister – Cross Country

### Bahn
2000
- Junioren-Weltmeisterschaft – Punktefahren

## Teams
- 2006 Polygon Sweet Nice
- 2007 Polygon Sweet Nice
- 2008 Polygon Sweet Nice
- 2009 Polygon Sweet Nice
- 2010 Polygon Sweet Nice